# 하프문섬

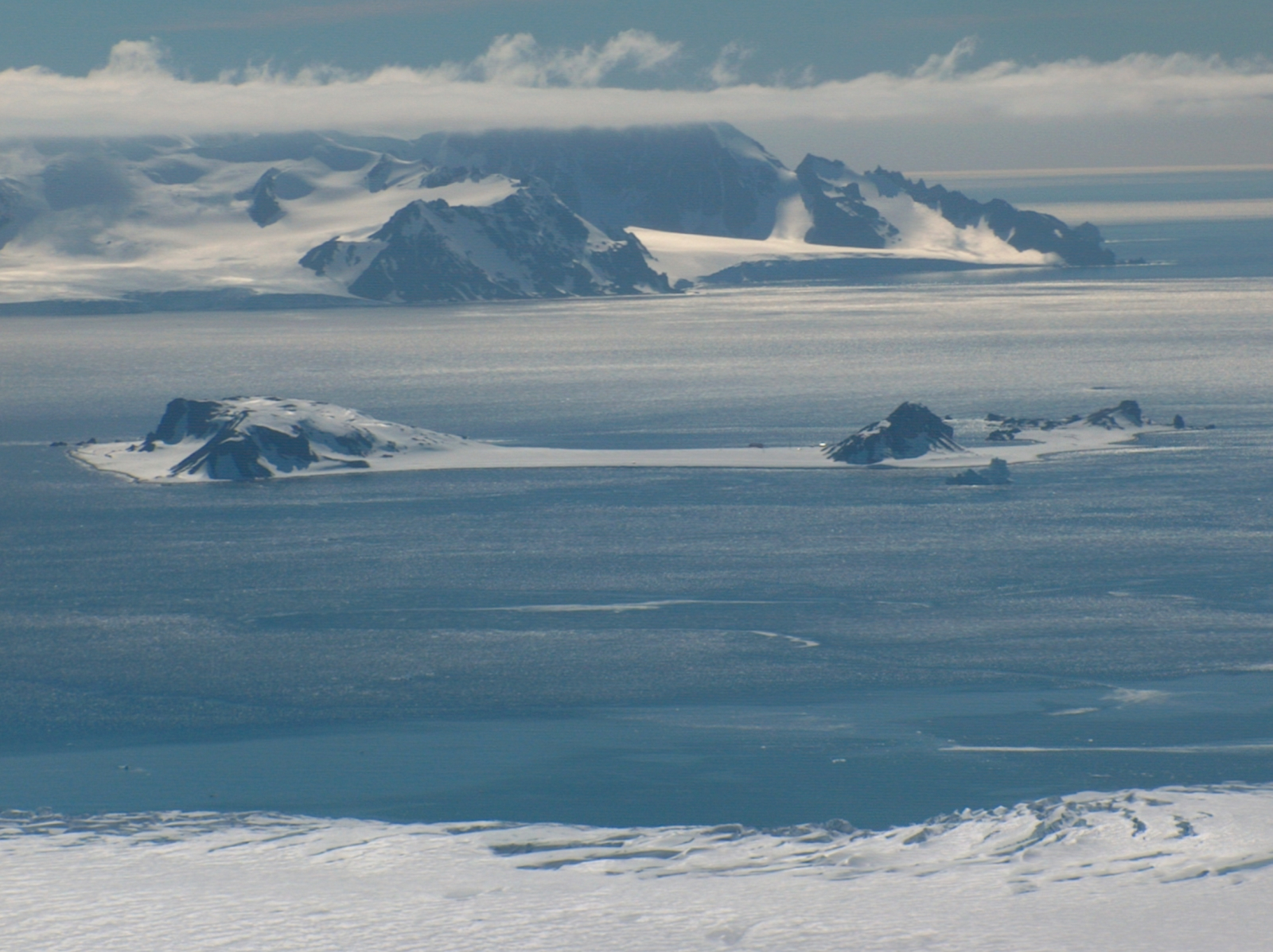

하프문섬(Half Moon Island)은 남극반도 지역 사우스셰틀랜드 제도 리빙스턴섬 부르가스 반도에서 북쪽으로 1.35킬로미터 떨어진 맥팔레인 해협에 위치한 작은 남극섬이다. 표면 면적은 171헥타르(420에이커)이다. 아르헨티나의 카마라 기지가 이 섬에 위치해 있다. 바다와 헬리콥터를 이용해서만 접근할 수 있다. 어떠한 종류의 공항도 없다. 해양 기지는 여름 중에만 이따금씩 운영되며 겨울에는 폐쇄된다.

## 갤러리

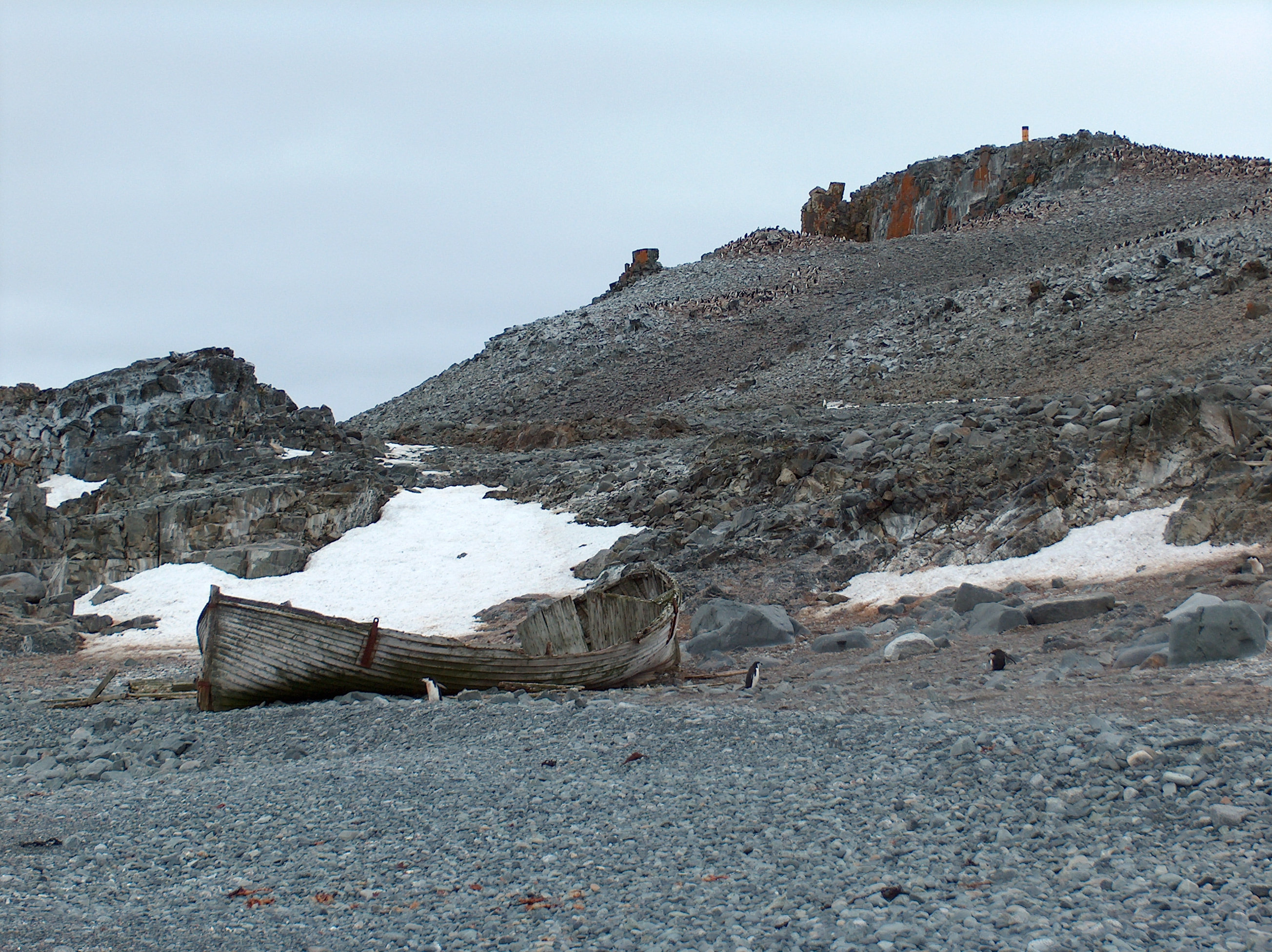
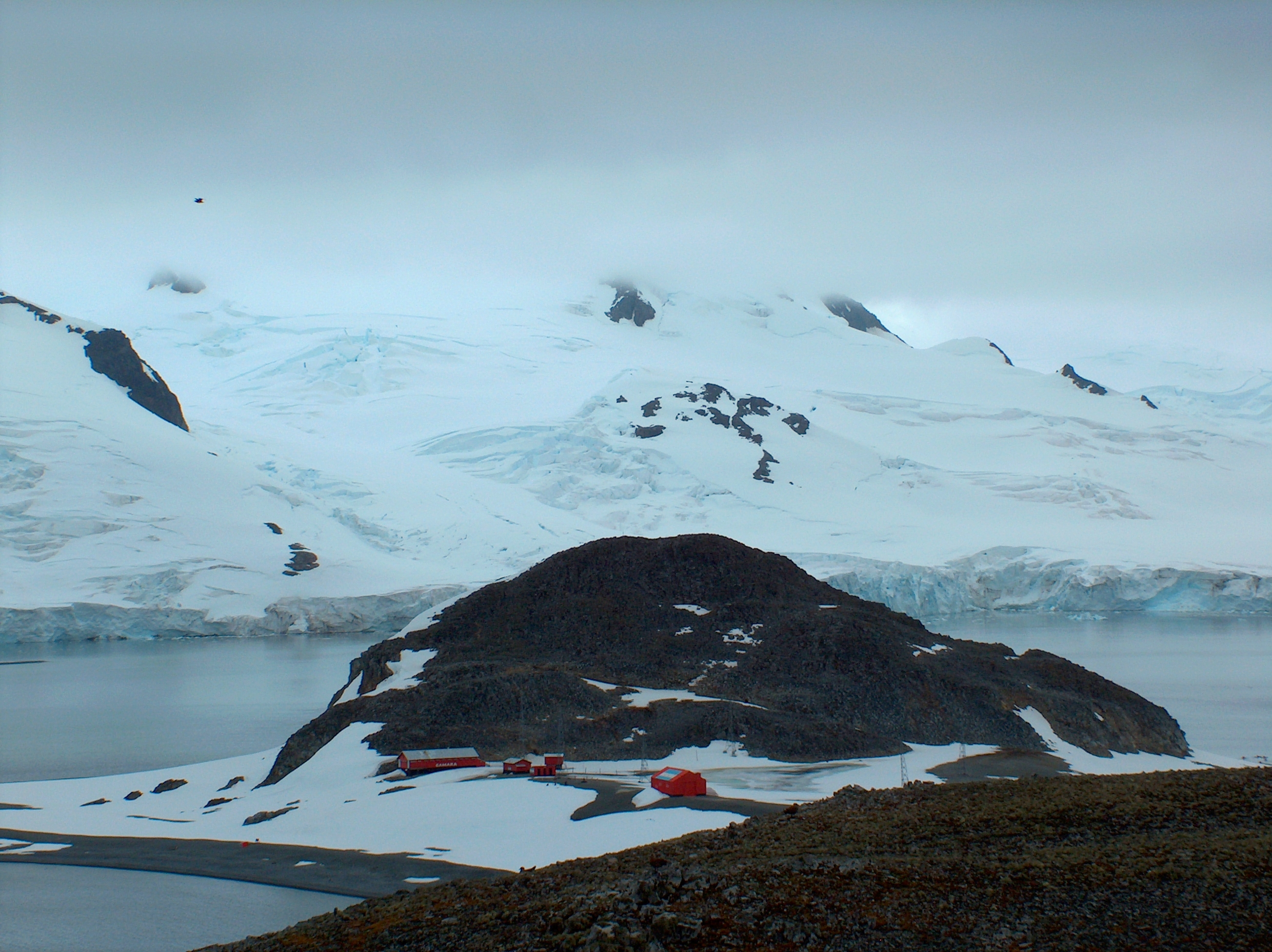
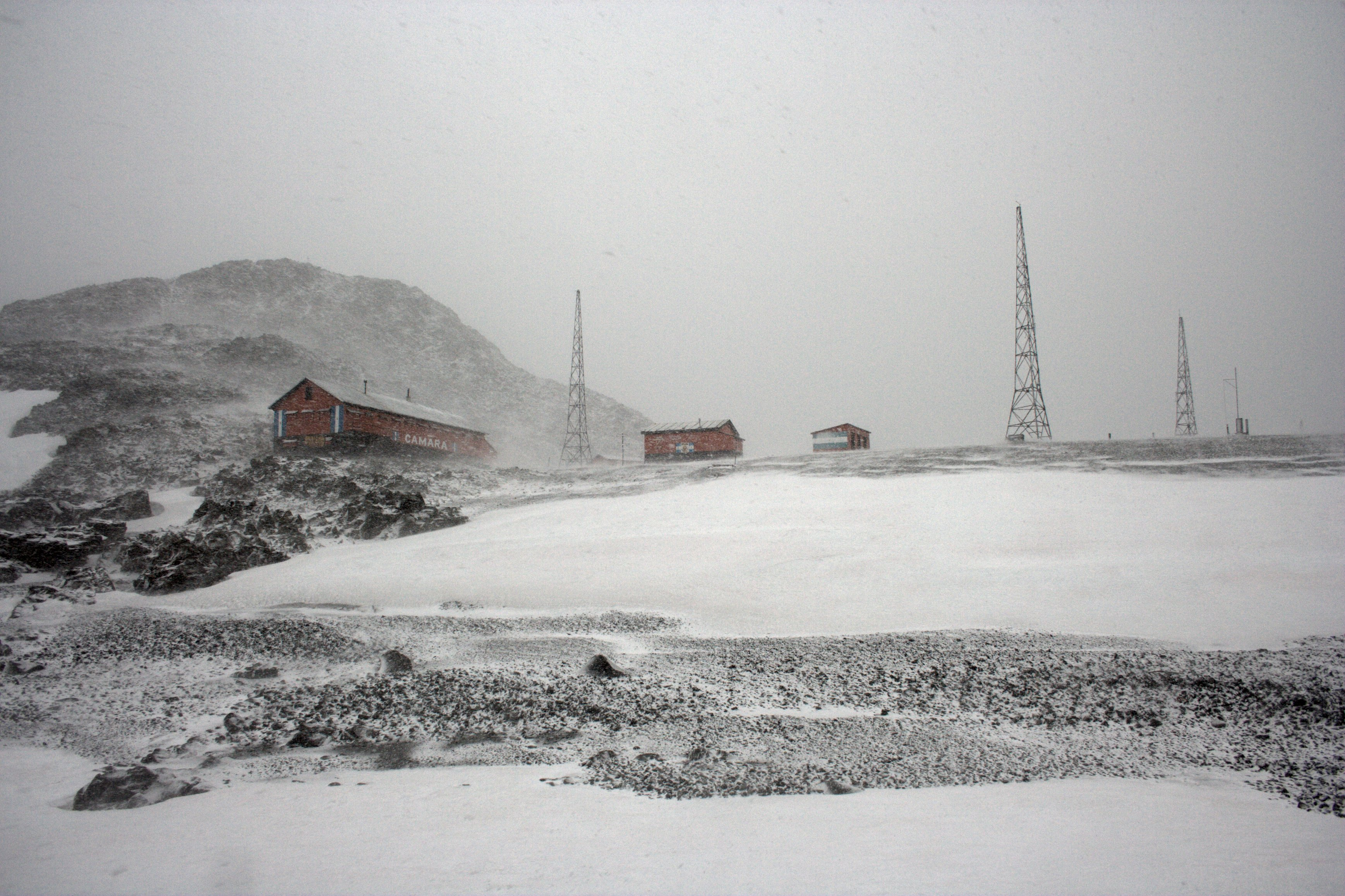
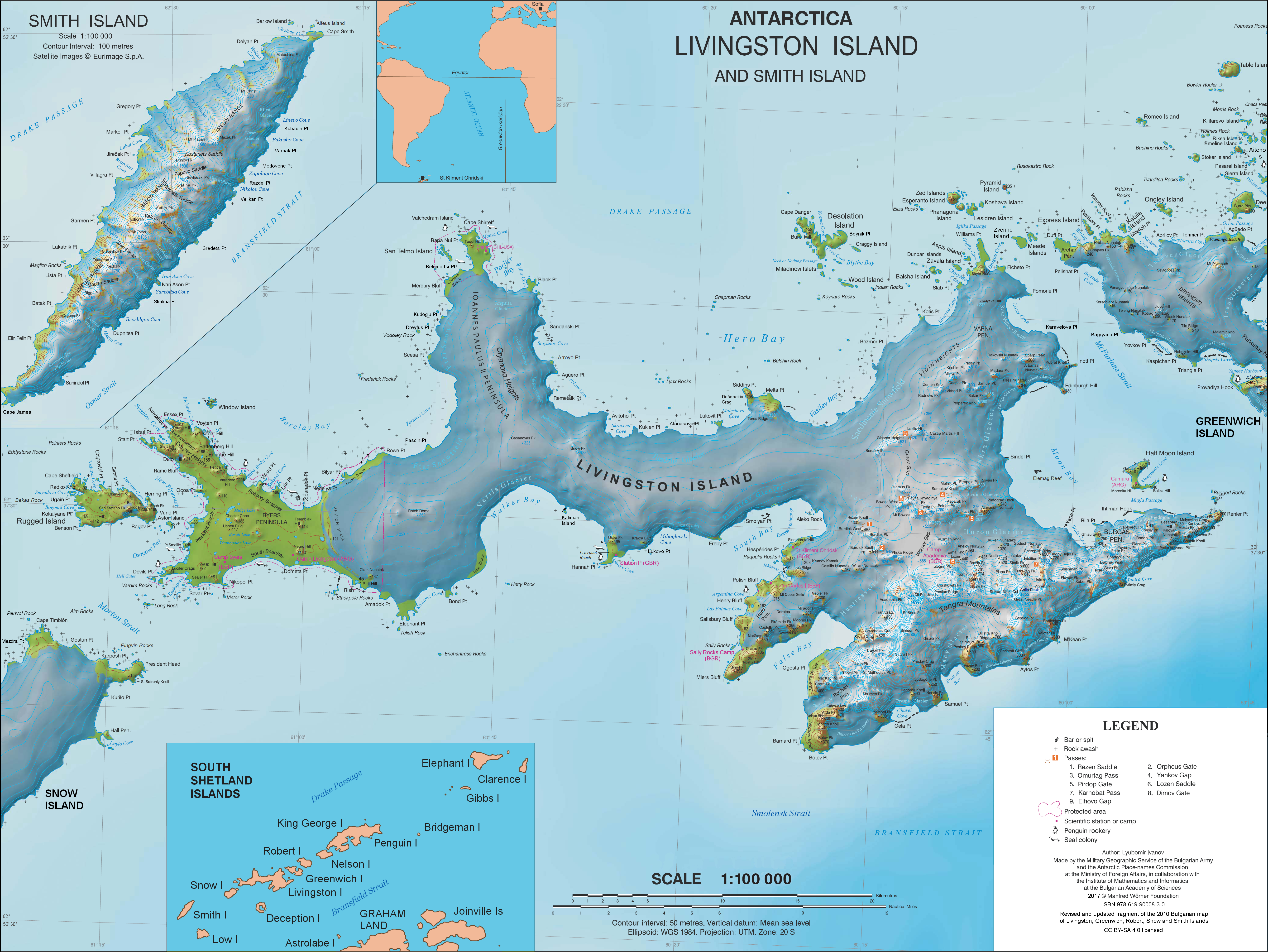

## 같이 보기
- 리빙스턴섬
- 남극의 영유권 주장 목록